# Degenerescência macular
A degeneração macular (português brasileiro) ou degenerescência macular (português europeu), também conhecida como degeneração macular relacionada à idade (DMRI) ou degenerescência macular da idade (DMI), é uma condição médica que provoca perda de visão no centro do campo visual (a mácula), devido a danos na retina.
Na fase inicial podem não se manifestar sintomas relevantes. À medida que a doença avança, o sintoma mais evidente é a a perda visual gradual no centro do campo de visão, que pode afetar um ou ambos os olhos. Embora não cause cegueira total, a perda de visão central pode fazer com que seja difícil reconhecer rostos, conduzir, ler ou realizar tarefas no dia-a-dia. Em alguns casos podem-se manifestar alucinações visuais sem, no entanto, estarem associadas a doença mental.

## Causa e diagnóstico
A degenerescência macular tem geralmente início a partir dos 55 anos de idade. Entre os fatores de risco estão fatores genéticos e fumar. A doença é causada pela degenerescência da mácula da retina. O diagnóstico é realizado com exames oftalmológicos. Em função da gravidade, a degenerescência macular pode ser classificada em precoce, intermédia ou tardia. O tipo tardio pode ainda ser classificado nas formas seca ou húmida, sendo que a forma seca corresponde a 90% dos casos.

## Prevenção e tratamento
Entre as medidas de prevenção estão a prática regular de exercício físico, manter uma alimentação saudável e não fumar. Não existe cura ou tratamento capazes de reverter a acuidade visual entretanto perdida. A progressão da forma seca pode ser atrasada com terapia anti-VEGF intra-vítrea ou, ainda que de forma menos comum, com coagulação laser ou terapia fotodinâmica. Os suplementos de vitaminas antioxidantes e sais minerais não aparentam ter qualquer efeito na prevenção do aparecimento da doença. No entanto, esses suplementos podem atrasar a progressão em pessoas que já tenham a doença.

## Epidemiologia
Em 2015 a degenerescência macular afetava 6,2 milhões de pessoas em todo o mundo. Em 2013 foi a quarta causa mais comum de cegueira, apenas atrás das cataratas, parto pré-termo e glaucoma. A doença é mais comum em pessoas com idade superior a 50 anos. Nos Estados Unidos, a prevalência da doença é de 0,4% entre os 50 e 60 anos de idade, 0,7% entre os 60 e 70 anos de idade, 2,3% entre os 70 e 80, e cerca de 12% em pessoas com mais de 80 anos.